# Longhuo
Longhuo (kinesiska: 隆或乡, 隆或) är en socken i Kina. Den ligger i den autonoma regionen Guangxi, i den södra delen av landet, omkring 340 kilometer nordväst om regionhuvudstaden Nanning. Antalet invånare är 25092. Befolkningen består av 12 339 kvinnor och 12 753 män. Barn under 15 år utgör 28,0 %, vuxna 15-64 år 62 %, och äldre över 65 år 8,0 %.
Genomsnittlig årsnederbörd är 1 342 millimeter. Den regnigaste månaden är juni, med i genomsnitt 298 mm nederbörd, och den torraste är februari, med 16 mm nederbörd.